# Trachyscorpia eschmeyeri
Trachyscorpia eschmeyeri är en fiskart som beskrevs av Whitley, 1970. Trachyscorpia eschmeyeri ingår i släktet Trachyscorpia och familjen kungsfiskar. Inga underarter finns listade i Catalogue of Life.